# Aznar II Galíndez
Aznar II Galindez  was van 867 tot 893 graaf van Aragón. Hij was de zoon van Galindo I Aznárez, die hij opvolgde. Hij was getrouwd met Onneca Garcés de Pamplona, dochter van de koning van Pamplona García Íñiguez, samen hadden ze drie kinderen : 
- Galindo II Aznárez, zijn opvolger
- Sancha, getrouwd met Muhammad al-Tawil van Huesca
- García Aznárez